# Moše Šik
Moše Šik (též Mosche Schick, hebrejsky משה שיק‎, 1. března 1807, Brezová pod Bradlom – 25. ledna 1879, Chust) byl prominentní uherský ortodoxní rabín.

## Životopis
Šik se narodil roku 1807 v Brezové pod Bradlom, jeho otec byl rabín Josef Šik. Šikova rodina byla spřízněna s rabínem Hanochem Heinichem Schickem ze Šklova. Ve věku 11 let byl mladý Moše Šik poslán na ješivu ve Frauenkirchenu, kterou vedl jeho strýc Jicchak Frankel. Ve čtrnácti letech odchází do Bratislavy studovat u slavného Chatama Sofera, kde zůstal dalších šest let. Sofer Šika označil za geniálního studenta a za „truhlu s pokladem, plnou svatých knih“.
Ve dvaceti letech se oženil se svou sestřenicí Gittel Frankelovou a měli spolu několik dětí.
Roku 1838 byl jmenován rabínem ve slovenském Svätém Juru, kde zároveň otevřel ješivu. Zde působil po tři desetiletí. V roce 1861 se stal vrchním rabínem v Chustu, kam se s ním přestěhovalo i osm set žáků jeho ješivy. Svého času to bývala největší ješiva ve východní Evropě.
Šik byl jedním z nejexponovanějších obhájců ortodoxního judaismu před reformními proudy.
V rabínské literatuře je Šik běžně uváděn pod hebrejským akronymem jako Maharam Schick (מהר״ם שיק‎); Maharam je zkratka pro morejnu ha-rav Moše, tedy „náš učitel, rabi Moše“.
Moše Šik zemřel v zakarpatské Chusti roku 1879.

## Dílo
Maharam Schick je autorem respons na všechny čtyři části Šulchan aruchu i 613 mitzvot; Še'elot u-tešuvot Maharam Schick. Sbírka obsahující více než 1000 respons ze všech oblastí života vyšla ve 3 svazcích v letech 1880–1884.
K jeho dalším dílům patří:
- Chidušej ha-Maharam Schick - komentáře k Talmudu
- Derašot Maharam Schick - kázání
- Sefer Maharam Schick al ha-Tora - komentáře k Tóře
- Maharam Schick al tarjag micvot - o 613 micvot